# Limnitis
Limnitis (in greco Λιμνίτης?; in turco: Yeşilırmak) è un villaggio costiero nella regione della Tylliria, nel nord-ovest di Cipro. Le parti superiori del villaggio si trovano a 20 metri sopra il livello del mare, ma Limnitis si estende fino alla spiaggia.
Limnitis è sotto il controllo de jure della Repubblica di Cipro ed è un quartiere di Xerovounos; de facto invece è sotto il controllo della Repubblica Turca di Cipro del Nord, e appartiene al distretto di Lefke.
Nel 2011, Limnitis aveva una popolazione di 458 abitanti.

## Geografia fisica
Il villaggio si trova sulla costa nordoccidentale dell'isola, nella regione della Tylliria, sulle pendici nord-occidentali delle montagne del Troodos, 4 km a est del villaggio abbandonato di Ammadies.

## Storia
La regione mostra chiari segni di insediamento antichissimo; le rovine del Palazzo di Vouni si trovano nelle vicinanze, e quelle della città di Soli si trovano un po' più a est.
L'insediamento moderno nella zona iniziò all'inizio del 19º secolo. Due famiglie si stabilirono qui; la famiglia Osman si stabilì a Xerovounos (turco: Kurutepe) e la famiglia Süleyman si stabilì a Selemani (turco: Süleymaniye).

### Piano Annan
Il Piano Annan per Cipro del 2004 prevedeva il trasferimento di questa regione a un nuovo "Stato costituente greco-cipriota" in una nuova (con-)federazione cipriota, pur permettendo agli abitanti originari di mantenere le loro abitazioni. Questo piano fu poi respinto dalla maggioranza della popolazione greco-cipriota, e l'area rimane sotto il controllo de facto di Cipro del Nord.

## Società

### Evoluzione demografica
La dimensione della popolazione originaria del villaggio sembra essere contestata. Secondo i dati del governo cipriota, la popolazione del 1960 era di 323 persone (315 turchi e 8 greci) e, nel 1973, la popolazione era stimata in 396 abitanti, tutti turchi. Fonti turche dicono invece che la popolazione si era gonfiata fino ad ammontare a circa 1.200 persone nel 1968. Le stesse fonti stimano che circa 2.000 persone originarie di Limnitis ora vivono nel Regno Unito e altre 1.500 vivono in Australia. Nel 2011, Limnitis aveva una popolazione di 458 abitanti.

## Economia

### Agricoltura
Gli abitanti sono agricoltori; coltivare frutta e verdura e venderla ai mercati è la loro principale fonte di reddito. Il villaggio è noto per le sue fragole.